# Benjamin Patterson

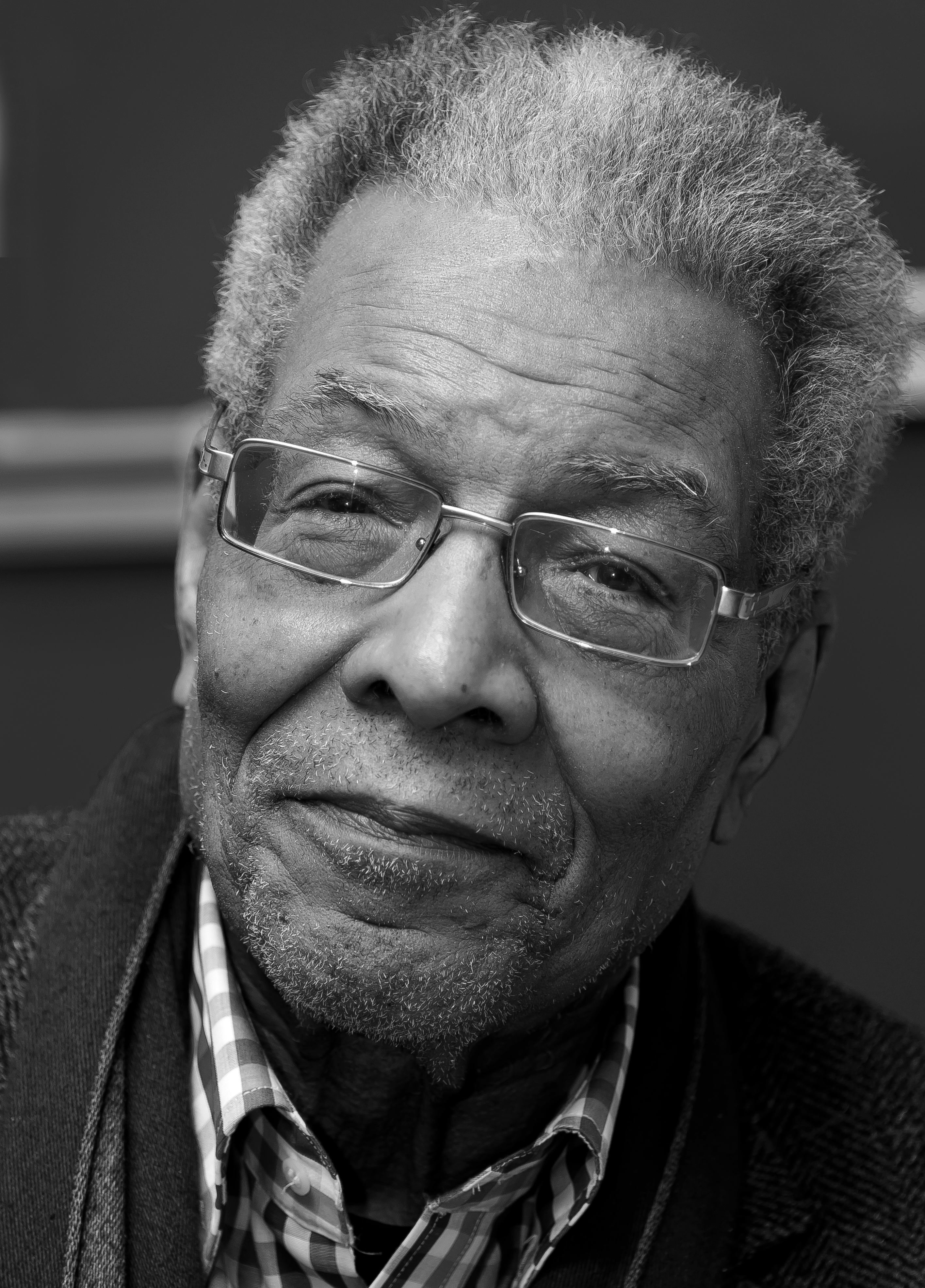
Benjamin Patterson

Benjamin Patterson (* 29. Mai 1934 in Pittsburgh; † 25. Juni 2016 in Wiesbaden) war ein amerikanischer Künstler und Musiker und Mitbegründer der Fluxusbewegung in den 60er Jahren.

## Leben
Der 1934 in Pittsburgh geborene Künstler und Musiker machte 1956 seinen Abschluss als Bachelor of Music an der University of Michigan. Bereits 1951 wurde ein Solokonzert des Kontrabassisten im Fernsehen übertragen. Als Afroamerikaner konnte er zunächst keinen Platz in einem Symphonieorchester der USA finden und ging nach Kanada, wo er in den Symphonieorchestern von Halifax und Ottawa spielte. In Europa wurde er Mitglied des Orchesters der 7. US-Armee. Im Jahre 1960 zog er nach Köln und widmete sich dort der zeitgenössischen Musikszene. Bis 1962 trat Patterson neben Köln unter anderem in Wien, Venedig und Paris auf.
Nachdem er 1962 mit George Maciunas die Wiesbadener Festspiele Neuester Musik, später bekannt als das erste Fluxus-Festival, im städtischen Museum Wiesbaden organisiert hatte, wurde der erste Fluxus-bezogene Zeitungsartikel von Emmett Williams in der Zeitschrift The Stars and Stripes veröffentlicht. Im selben Jahr verlegte Patterson seinen Wohnsitz nach Paris, wo er unter anderem das Buch Methods and Process selbst publizierte und durch die Zusammenarbeit mit Robert Filliou Puzzle poems in Fillious Galerie Légitime veröffentlichte. 1963 übersiedelte er nach New York und zog sich von der avantgardistischen Kunst zurück, um ein „bürgerliches Leben“ zu führen.
Sein Wirken in den folgenden zwei Jahrzehnten umfasste die Leitung des Orchesters Symphony of the New World, die Geschäftsführung des Institutes kultureller Beziehungen in New York sowie das Management für Entwicklung der Negro Ensemble Company und die Leitung der Pro Musica foundation Inc. Sein künstlerisches Schaffen trat gelegentlich anhand von Performances in Erscheinung. In den Jahren 1982 und 1983 nahm er an der Biennale von São Paulo teil und seine Werke wurden in diversen Ausstellungen der Silverman-Sammlung in den Vereinigten Staaten präsentiert. 1988 eröffnete Patterson seine erste Einzelausstellung, An Ordinary Life mit neuen Assemblagen und Installationen in der Emily Harvey Gallery, New York. Seine in Bezug auf Politik und Gesellschaft ironischen und hintersinnigen Werke sind stetiger Bestandteil von Fluxus-Festivals und Gruppenausstellungen.

## Auszeichnungen
- 2012: Kulturpreis der Landeshauptstadt Wiesbaden
- 2014: museum FLUXUS+ Orden, Potsdam
- 2015: „Follow me Dada and Fluxus“, Kunstpreis der Freunde des Museum Ostwall, Dortmund

## Ausstellungen
- 1962 Fluxus Internationale Festspiele Neuester Musik, Städtisches Museum Wiesbaden
- 1983 Biennale von São Paulo
- 1990: 44. Biennale Paris
- 1996: Ben Patterson, Museum For The Sub Conscious, Namibia, 1996
- 2003: Fluxus in Düsseldorf 1962/63, Kunsthalle Düsseldorf
- 2006: Fremd bin ich eingezogen, Kunsthalle Fridericianum, Kassel
- 2007: Vertigo, MAMbo Bologna
- 2008/2009: FLUXUS EAST, Kunsthallen Nikolaj, Kopenhagen, Bunkier Stzuki, Krakau, Contemporary Art Center, Vilnius, Künstlerhaus Bethanien, Berlin, Ludwig Museum Budapest
- 2010–2012: Benjamin Patterson: Born in the State of FLUX/us, Contemporary Arts Museum Houston, Studio Museum Harlem, Nassauischer Kunstverein Wiesbaden
- 2012: Thing/Thought, Museum of Modern Art, New York
- 2012: Ben Patterson, Museum For The Sub Conscious, Wiesbaden, 2012[2]
- 2012/2013: Fluxus! >Antikunst< ist auch Kunst[3], Staatsgalerie Stuttgart, 1. Dezember 2012 – 28. April 2013
- 2014: Dr. Ben's Fluxus Medicin Show (80th Birthday Tour), Genua, Brno, Berlin, Zagreb, Zürich, Köln, Amsterdam, Tokyo, Blois, Schwerin, Krakau, Wiesbaden, Nassauischer Kunstverein
- 2017: documenta 14, Athen & Kassel. When Elephants Fight, It Is The Frogs That Suffer—A Sonic Graffiti.[4] Byzantine & Christian Museum Athen.[5]
- 2018: Kunstfestspiele Herrenhausen. Benjamin Patterson: When Elephants Fight, It Is The Frogs That Suffer—A Sonic Graffiti. Hannover-Herrenhausen, Berggarten – Paradies, 19.5.-3.6.2018.[6]
- 2019: Art Institute Chicago. Benjamin Patterson: When Elephants Fight, It Is The Frogs That Suffer—A Sonic Graffiti.[7]
- 2019:... do not be afraid of long silences!, museum FLUXUS+, Potsdam
- 2022: Savvy Contemporary & Maerz Musik Berliner Festspiele IN WHAT CENTURY WILL THE EARTH ́S NORTH AND SOUTH POLES CHANGE POLARITIES? ON, OF, FOR, WITH BEN PATTERSON, Berlin 20.3.-17.4.2022
- 2023: SEQUENCES REAL TIME ART FESTIVAL - Reykjavik. Benjamin Patterson: When Elephants Fight, It Is The Frogs That Suffer—A Sonic Graffiti.[8]
- 2024: Fluxus und darüber hinaus: Ursula Burghardt, Benjamin Patterson, Museum Ludwig, Köln, 12. Oktober 2024 – 9. Februar 2025